# Biodünger
Als Biodünger (auch Bio-Dünger) werden bioeffektive  Substanzen bezeichnet. Dies können  lebende Mikroorganismen oder deren Dauerformen (beispielsweise Sporen), verrottbare pflanzliche Abfälle (beispielsweise Treber), tierische Abfälle (beispielsweise Blutmehl aus Schlachtabfällen) und Tierkot (beispielsweise Kompostwurmkot) sein. Im weitestgehenden Sinn werden auch mineralische Düngesubstanzen, die im Biolandbau verwendet werden (beispielsweise Guano), dazugezählt.  
Biodünger wird in der Regel als Substrat auf das Saatgut, die Pflanzenoberfläche oder den Ackerboden appliziert. Organismen besiedeln die Rhizosphäre oder dringen in die Pflanzen ein und verbessern dadurch die Nährstoffaufnahme. 
Bio-Dünger sollen, neben dem direkten Gehalt an Nährstoffen, die im Boden festgelegten Nährstoffe pflanzenverfügbar machen. Es wird erwartet, dass Biodünger den Einsatz von mineralischen Düngemitteln und den Einsatz von Pflanzenschutzmitteln reduzieren kann. 
Biodünger auf der Basis von Kompost und Recycling-Abfällen mit Rhizobien, Azotobacter, Azospirillum und Blaualgen sind längst in Gebrauch.
- Azotobacter wird bei Ackerfrüchten wie Weizen, Mais, Senf, Baumwolle, Kartoffeln und verschiedenen Gemüsearten eingesetzt.
- Azospirillum-Impfungen werden bei den Nutzpflanzen Hirse, Mais, Zuckerrohr und Weizen verwendet.
- Blaualgen, vom Typus Cyanobakterien, Nostoc, Anabaena, Tolypothrix und Aulosira sind nitrifizierend und werden als Impfungen in Reisfeldern benutzt.
- Weitere Bakterien, die sogenannten phosphatauflösenden Bakterien wie Pantoea agglomerans Stamm P5 oder Pseudomonas putida Stamm P13 können unlösliche Phosphate aus organischer und anorganischer Herkunft in Lösung bringen. Dies insbesondere wenn die Phosphat-Immobilisierung durch Metallionen wie Fe, Al und Ca, oder organischen Säuren erfolgt, ist die Verfügbarkeit von Phosphat im Erdboden erheblich reduziert, was zu Mangelerscheinungen der Nutzpflanzen führt.

Ein Großteil der chemischen Dünger werden direkt nach der Feldausbringung im Boden festgelegt, dadurch ist in der Regel weniger als 20 Prozent der Düngergabe pflanzenverfügbar. Mit Biodüngern wird versucht, die festgelegten Nährstoffe wieder verfügbar zu machen. Zahlreiche Versuche sollen klären, wie Biodünger und die darin enthaltenen Organismen mit den Wurzeln und dem umgebenden Boden kooperieren, um die festgelegten Nährstoff-Ressourcen des Bodens nutzbar zu machen. Gleichzeitig wird untersucht, wie diese Bioeffektoren die Pflanzen vitalisieren und gegen Stressfaktoren und Krankheiten resistent machen können.
Als herausragende Forscher im Bereich naturnaher Pflanzenernährung gelten:
- Walter Aufhammer, Jiří Balík, Günter Kahnt, Horst Marschner, Gerhard Michael, Torsten Müller, Günter Neumann, Jiří Petr, László Radics, Volker Römheld